# Gołąbek poduchowaty

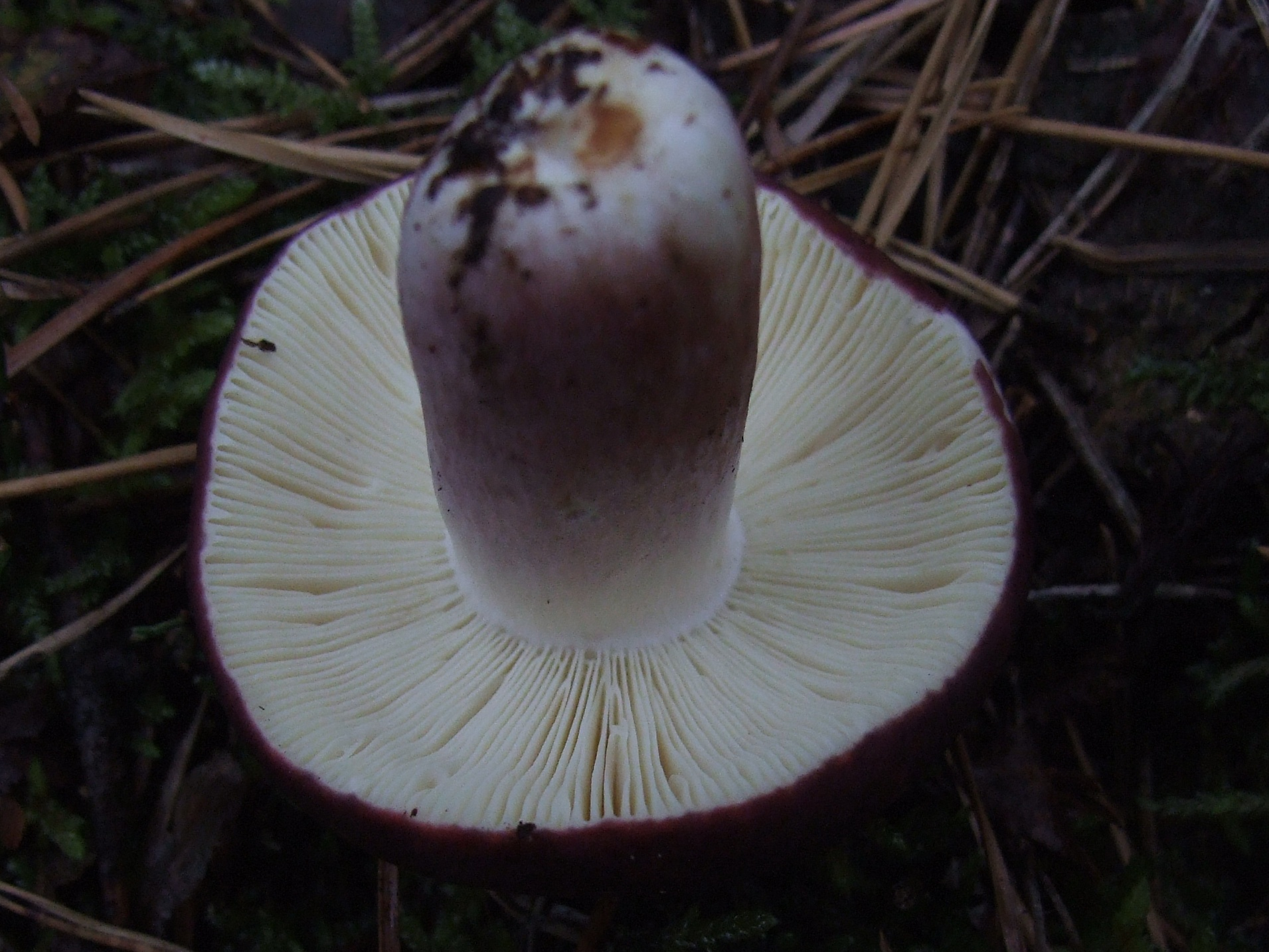

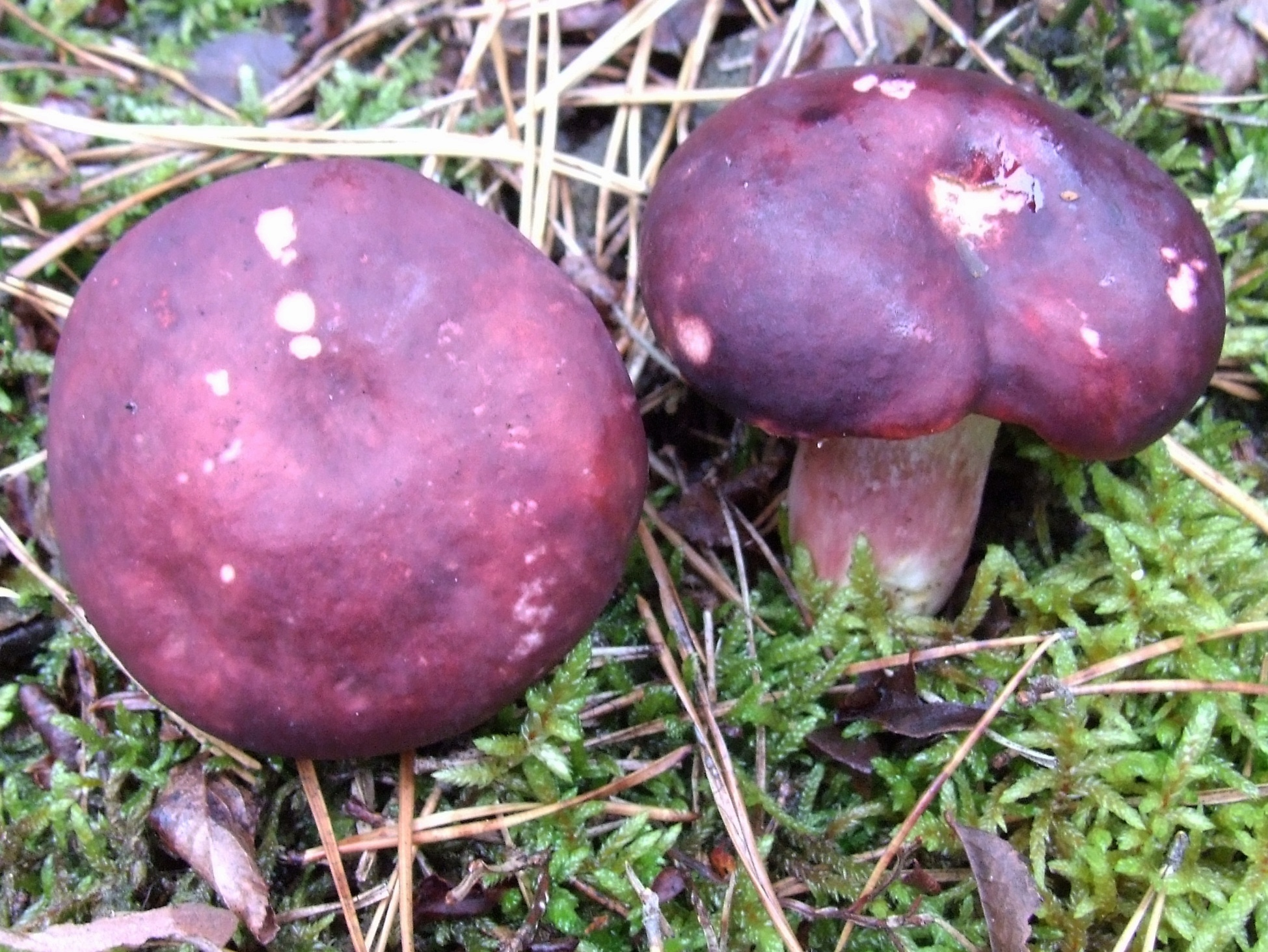

Gołąbek poduchowaty (Russula torulosa Bres.) – gatunek grzybów z rodziny gołąbkowatych (Russulaceae).

## Systematyka i nazewnictwo
Pozycja w klasyfikacji według Index Fungorum: Russula, Russulaceae, Russulales, Incertae sedis, Agaricomycetes, Agaricomycotina, Basidiomycota, Fungi.
Po raz pierwszy opisał go w 1929 r. Giacomo Bresàdola i nadana przez niego nazwa naukowa jest aktualna. W języku łacińskim słowo torulosus oznacza muskularny. Nazwę polską podała Alina Skirgiełło w 1991 r. Synonimy:

- Russula fuscorubra (Bres.) J. Blum 1951
- Russula fuscorubra (Bres.) J. Blum 1973 var. fuscorubra
- Russula fuscorubra var. maior Nicolaj 1976
- Russula fuscorubra var. olivovirens J. Blum 1951
- Russula queletii var. fuscorubra Bres. 1929
- Russula queletii var. torulosa (Bres.) Singer 1932
- Russula torulosa var. luteovirens Boud. ex Bon 1975
- Russula torulosa Bres. 1929 var. torulosa

## Morfologia
Kapelusz
Średnica 3–7,5 cm, mięsisty, jędrny. Za młodu wypukły z małym garbkiem, później płasko rozpostarty na koniec wklęsły. Powierzchnia purpurowofioletowa, purpurowoczerwona, buraczkowa, czasami ciemnoczerwona, czasami blada z oliwkowym odcieniem na środku. Brzeg dość ostry, nieco podgięty. Skórka w stanie wilgotnym błyszcząca, dająca się zedrzeć do 1/3 promienia kapelusza.
Blaszki
Gęste, dosyć wąskie, z blaszeczkami, częściowo rozwidlonenieco lub zatokowato zbiegające na trzon, początkowo białawe, potem białokremowe, nigdy jednak nie cytrynowe.
Trzon
Wysokość 2–6 cm, grubość 1–2 cm, przysadzisty, gruby, u młodych okazów pełny, u starszych watowaty. Powierzchnia matowa o barwie od żywo fioletowopurpurowej do jasno szaroliliowej, u podstawy biaława lub słomkowożółta.
Miąższ
Biały, twardy, o charakterystycznym zapachu jabłek. Smak gorzki i ostry, w blaszkach bardziej piekący.
Wysyp zarodników
Jasnoochrowy.
Cechy mikroskopowe
Zarodniki 6,7–8,5 × 5,7–7 µm, odwrotnie jajowate, pokryte średniej wielkości brodawkami, dość licznymi, amyloidalnymi, częściowo także niepełną siateczką. Łysinka widoczna. Podstawki 40–45 × 8–10 µm. Cystydy wrzecionowate z kończykiem, 65–150 × 7,5–12 µm, w sulfowanilinie zmieniające barwę na złotobrązową do szaroczarniawej. Strzępki w skórce kapelusza zgalaretowaciałe, są wśród nich także dermatocystydy.
Gatunki podobne
Podobne ubarwienie ma gołąbek czerwonofioletowy (Russula sardonia), ale ma blaszki cytrynowożółte, bardzo ostry smak i jest delikatniejszy. Gołąbek agrestowy (Russula gueletii) ma zapach agrestu i czerniawy środek kapelusza.

## Występowanie i siedlisko
Występuje głównie w Europie, ale podano nieliczne miejsca jego występowania także w Azji (azjatyckie tereny Federacji Rosyjskiej i Bliski Wschód). W Polsce jego stanowiska podano po raz pierwszy w 2014 r.
Grzyb naziemny, mykoryzowy, tworzący ektomykoryzę głównie z sosną zwyczajną, rzadziej ze świerkiem pospolitym.
Grzyb niejadalny.